# دم‌خاری گلوجوگندمی
دم‌خاری گلوجوگندمی یا دم‌تیزک گلوجوگندمی (نام علمی: Synallaxis kollari)، یک گونه پرنده از خانواده مرغان تنورساز است که در برزیل و گویان یافت می‌شود.
زیستگاه طبیعی آن جنگل‌های جلگه‌ای نمناک نیمه‌گرمسیری یا گرمسیری است. نابودی زیستگاه آن را تهدید می‌کند.